# Chrysocharis horticola
Chrysocharis horticola är en stekelart som beskrevs av Mani 1971. Chrysocharis horticola ingår i släktet Chrysocharis och familjen finglanssteklar. Inga underarter finns listade i Catalogue of Life.